# France au Concours Eurovision de la chanson 1976
La France a participé au Concours Eurovision de la chanson 1976 à La Haye, aux Pays-Bas. C'est la vingtième participation de la France au Concours Eurovision de la chanson.
Le pays est représenté par Catherine Ferry et la chanson Un, deux, trois, sélectionnées via une émission de sélection nationale diffusée sur TF1. La France se classe 2e, recevant 147 points.

## Sélection

### Concours de la chanson française pour l'Eurovision
Le chaîne de télévision française TF1 (Télévision française 1), alors publique, organise une sélection nationale télévisée intitulée Concours de la chanson française pour l'Eurovision 1976 pour sélectionner l'artiste et la chanson représentant la France au Concours Eurovision de la chanson 1976.
La sélection nationale, présentée par Évelyne Leclercq, a lieu le 15 et 22 février 1976 pour les demi-finales et le 29 février 1976 pour la finale aux studios des Buttes-Chaumont, dans le 19e arrondissement de Paris.
Les différentes chansons sont toutes interprétées en français, langue nationale de la France.
Lors de cette sélection, c'est la chanson Un, deux, trois, interprétée par Catherine Ferry qui fut choisie. Chanson écrite par Jean-Paul Cara et composée par Tony Rallo, lui-même étant également le chef d'orchestre.

#### Demi-finales
Chaque demi-finale contient sept chansons, les trois arrivées en tête se qualifient pour la finale via les télévotes du public,,.
| Ordre | Artiste           | Chanson                   | Points | Place |
| ----- | ----------------- | ------------------------- | ------ | ----- |
| 1     | Christian Gaubert | Ophélie                   | 2 354  | 6     |
| 2     | Sabrina Lory      | Pourquoi                  | 3 457  | 5     |
| 3     | Harmony 5         | Ne dis pas que tu m'aimes | 4 474  | 2     |
| 4     | Christopher Laird | Vivre une page d'amour    | 1 911  | 7     |
| 5     | Christian Borel   | Les Chevaux de l'automne  | 4 109  | 4     |
| 6     | Catherine Ferry   | Un, deux, trois           | 4 776  | 1     |
| 7     | Caroline Verdi    | Aimer quelqu'un d'heureux | 4 263  | 3     |

| Ordre | Artiste          | Chanson                 | Points | Place |
| ----- | ---------------- | ----------------------- | ------ | ----- |
| 1     | Karine Day       | Ça ne fait rien         | 3 639  | 5     |
| 2     | Isabelle Aubret  | Je te connais déjà      | 3 345  | 6     |
| 3     | Jean Guidoni     | Marie-Valentine         | 4 336  | 2     |
| 4     | Laurence Cartier | Si tu penses à l'amour  | 3 876  | 3     |
| 5     | Évelyne Geller   | Quelqu'un dans ma vie   | 4 394  | 1     |
| 6     | Les Troubadours  | Trois petits soldats    | 3 264  | 7     |
| 7     | Edwige           | Énergie, lumière, amour | 3 724  | 4     |

#### Finale
La finale a eu lieu le 29 février 1976 à Paris, présentée par Évelyne Leclercq avec Enrico Macias et Demis Roussos. La chanson gagnante est choisie par les télévotes du public,.
| Ordre | Artiste          | Chanson                   | Points | Place |
| ----- | ---------------- | ------------------------- | ------ | ----- |
| 1     | Harmony 5        | Ne dis pas que tu m'aimes | 4 014  | 3     |
| 2     | Catherine Ferry  | Un, deux, trois           | 6 348  | 1     |
| 3     | Caroline Verdi   | Aimer quelqu'un d'heureux | 2 036  | 4     |
| 4     | Jean Guidoni     | Marie-Valentine           | 5 482  | 2     |
| 5     | Laurence Cartier | Si tu penses à l'amour    | 1 949  | 5     |
| 6     | Évelyne Geller   | Quelqu'un dans ma vie     | 1 644  | 6     |

## À l'Eurovision

### Points attribués par la France
| 12 points | Portugal    |
| 10 points | Italie      |
| 8 points  | Grèce       |
| 7 points  | Royaume-Uni |
| 6 points  | Suisse      |
| 5 points  | Belgique    |
| 4 points  | Yougoslavie |
| 3 points  | Irlande     |
| 2 points  | Allemagne   |
| 1 point   | Espagne     |

### Points attribués à la France
| 12 points                                                | 10 points                                  | 8 points                | 7 points  | 6 points |
| -------------------------------------------------------- | ------------------------------------------ | ----------------------- | --------- | -------- |
| - Allemagne - Autriche - Monaco - Pays-Bas - Yougoslavie | - Belgique - Espagne - Luxembourg - Suisse | - Norvège - Royaume-Uni | - Irlande | - Italie |
| 5 points                                                 | 4 points                                   | 3 points                | 2 points  | 1 point  |
| - Grèce - Israël - Portugal                              |                                            | - Finlande              |           |          |

Catherine Ferry interprète Un, deux, trois en 17e position sur la scène après Monaco et avant la Yougoslavie. Au terme du vote final, la France termine 2e sur 18 pays avec 147 points.